# Хорн, Герберт
Ге́рберт Пе́рси Хорн (1864, Лондон — 1916, Флоренция) — английский поэт, архитектор, типограф, дизайнер, историк искусства и антиквар. Был членом Клуба рифмачей (Rhymer’s Club), основанном в 1890 году Уильямом Йейтсом и Энестом Рисом (Ernest Rhys) в Лондоне. Хорн работал редактором журналом «The Hobby Horse», который выпускался Гильдией столетия.
Впервые он посетил Италию в 1889 году. От этой поездки остался иллюстрированный дневник с путевыми заметками, набросками работ по искусству и архитектуре. Позже переехал во Флоренцию. Там Хорн поселился в ренессансном палаццо, которое сам и отреставрировал. Свою коллекцию произведений искусства и ремесла XIV и XV веков он пожертвовал на создание Музея фонда Хорна во Флоренции. В этом же городе он и умер.